# Spiritueel Wereldcongres
Het Spiritueel Wereldcongres was een initiatief om na de Tweede Wereldoorlog vanuit de spiritualiteit te zorgen voor een blijvende wereldvrede.
Toen Adolf Hitler de Tweede Wereldoorlog startte, stelde Frans Wittemans dat als vijf mensen zich aan het goede zouden toewijden met dezelfde energie als Hitler zich aan het kwade wijdde, ze de wereld terug zouden kunnen herstellen. Op dit uitgangspunt baseerde hij zich voor de oprichting van het Spiritueel Wereldcongres (in het Frans: Congrès Spiritualiste Mondial), dat werd gestart met een plechtige zitting in de trouwzaal van het stadhuis van Brussel van 10 augustus tot 13 augustus 1946. Het congres zelf werd gehouden in een schoolgebouw.
Wittemans beschouwde dit congres als de natuurlijke voortzetting van de Spirituele Alliantie, gehouden te Brussel in 1924.
Onder de congresleiders waren:
- Mevr. Bellemin (Universele Witte Broederschap)
- Mr. Frans Wittemans (Protestantse Kerk van Antwerpen)
- Mgr. John Van Ryswyck (Bisschop St. Peterskerk, Londen)
- Rabbijn Berman (Synagoog van Brussel)
- Emile Ehlers (Martinisten Orde)
- G. Lorhevre (Wereldpaleis, Brussel)
- N. Barre (Instituut voor Wetenschappelijk Humanisme)
- Juffrouw Mertens (Werkers voor Christus, Brussel)

Onder de sprekers waren:
- Rev. Faustin Marcel Boclet (Order of the Temple of Service, London)
- M. Creif (Voorzitter Soefibeweging, Parijs)
- Mevr. Arcangel (Internationale Witte Broederschap)
- Platounoff (Vereniging van Russische Spirituele bewegingen in België)
- Juffrouw de Goeyen (Theosofische Vereniging, Den Haag)
- Briquet (Spiritistische Unie, Luik)
- Regnault (Spiritistische Unie, Parijs)

Verdere bijdragen werden geleverd door o.a.
- Moris (Vrijmetselaarsloge Hiram, Luik)
- Jackman (World Congress of Faiths, Londen)
- Ram Linsen (Hoger Instituut voor Wetenschap en Filosofie, Brussel)
- Raoul Willems (Filosoof, Edegem)
- De Vletter (Soerabaja)
- Armand Toussaint (Rozenkruisers, Brussel)
- Jean Delville (Kunstacademie van Brussel)

Er volgde nog een artistieke avond met medewerking van de Javaanse danser Indra Kamadjojo.
Deze werd in het buitenland opgehouden en werd door bemiddeling van de kunstenaar Marcel Hastir, vervangen door de Javaan Krishna Lilia. Deze was niet enkel zijn hele familie verloren in de slag van Arnhem, doch ook al zijn dansmateriaal en –kledij.
Uiteindelijk werd het congres afgesloten met een slotzitting in de Koninklijke Taverne in Brussel.
De volgende jaren werd het Spiritueel Wereldcongres afwisselend in verschillende landen georganiseerd.